# Graphium hachei
Graphium hachei is een vlinder uit de familie van de pages (Papilionidae). De wetenschappelijke naam van de soort is voor het eerst geldig gepubliceerd in 1881 door Hermann Dewitz.